# Кеминское землетрясение
Кеминское землетрясение произошло 22 декабря 1910 года (4 января 1911) в долинах рек Чон-Кемин, Чилик и Чон-Аксу, Центральная Азия.
Его моментная магнитуда составила 8,0 по шкале Рихтера, а эпицентр располагался в районе восточного окончания Заилийского Алатау на удалении около 40 километров от города Алматы. Очаг землетрясения располагался на глубине около 25 км от земной поверхности. Землетрясение ощущалось на площади около четырёх миллионов квадратных километров. В городе максимальная сила сотрясений составила VIII баллов по шкале MSK-64. Характерной особенностью землетрясения стала большая длительность фазы разрушительных колебаний, продолжающаяся около пяти минут, а также возникновение сильных афтершоков. Положение усугубляла холодная погода — ночью мороз достигал минус десяти градусов по Цельсию. Эпицентральная зона землетрясения включала южные склоны гор Заилийского Алатау и северные склоны Кюнгёй-Ала-Тоо с долиной реки Кемин. По форме она представляла собой узкую полосу, вытянутую вдоль долины Большого Кемина. На этой территории образовалась система разрывов общей протяженностью до двухсот километров, а в горах произошли многочисленные обвалы и оползни. В северо-восточной части станицы Алматинской, смежной с городом, образовались глубокие трещины, опускания, поднятия почвы и сдвиги с выступлением воды, разрушившие даже небольшие дома. В западной части северного берега озера Иссык-Куль, в районе сада Рафикова и Алматы возникли крупные трещины со смещением до восьми метров и большие надвиги.

## Последствия
Несмотря на мощность землетрясения, число жертв было сравнительно невелико, так как оно произошло в негустонаселённой горной местности, где люди в основном селились в лёгких юртах. По сведениям геолога К. Богдановича, в результате землетрясения погибло 452 и ранено 740 человек, разрушено 1094 дома и 4545 юрт, также погибло около 13 000 голов скота.
В актах оценочной комиссии приводятся немного другие цифры: число полностью разрушенных жилых домов составило 616, требующих капитального ремонта — 301, домов с более лёгкими повреждениями фундаментов, печей и штукатурки — 1010, разрушенных торговых помещений и складов — 121, повреждённых — 397, нежилых разрушенных построек — 3000, повреждённых — 2000. В некоторых участках города образовались глубокие разрывы почвы в виде трещин, достигавших 1 метра в ширину и 5 метров в глубину. Всего погибших насчитывалось 390 человек, при этом только 44 из них — в самом городе Верном.

## Территориальный охват
Кеминское землетрясение является сильнейшим в Центральной Азии. Очаг землетрясения имел огромный размер, его регистрировали сейсмические станции в Ташкенте, Екатеринбурге, Баку, Иркутске, Кабанске, Пятигорске, Пулково, Калькутте и Бомбее. Качание висячих предметов отмечалось в Омске, Томске, Кокшетау, то есть на расстоянии свыше 1000 километров от эпицентра.

### В городе Верный
Землетрясение затронуло город Верный в Казахстане (ныне Алматы). Было разрушено 776 домов, из них 94 дома казаков Больше-Алматинской станицы. Погибло 35 человек, из них 9 казаков; 168 ранено, из них 18 тяжело.
Исходя из числа разрушенных домов, городская дума определила пострадавшими и нуждающимися в помощи 3500—4000 человек. Для обеспечения пострадавших от землетрясения бедняков в г. Верном было устроено семь бесплатных столовых, при помощи войсковых кухонь. Четыре столовых были для христианского населения в разных частях города, наиболее пострадавших от бедствия. Одна для мусульман и христиан. Две остальные только для мусульман, при наманганской мечети для сартов, дунган, кашгарцев, и при таранчинской для таранчей.
Среди беднейшего населения была организована бесплатная раздача тёплой одежды, обуви и топлива — 2 полена и 5 штук кизяка на семью. Для скорейшего ремонта домов была организована выдача по чекам из частных складов строительных материалов, кирпичей, горбылей, досок, гвоздей и т. п. Главноуправляющий землеустройством и земледелием разрешил бесплатную выдачу леса по 2 дерева на дом.
По своей мощности для города землетрясение не уступало землетрясению 1887 года, однако разрушений и жертв было значительно меньше, так как при строительстве Верного использование опыта местных зодчих и строителей увязывалось с поисками новых конструкторских систем.
Инженер Андрей Зенков (сын главы Верного Павла Зенкова) писал по этому поводу: «С глубокой верой за успехи будущего я не боюсь за наш город, за нашу Семиреченскую и в то же время сейсмическую область. Я верю в его будущее. Я верю, что недалеко то время, когда наш город украсится солидными в несколько этажей каменными, бетонными и другими долговечными строениями» («Семиреченские областные ведомости», 1911 год, 8 марта).
Верненское землетрясение 1910 (1911) года изучалось экспедицией под руководством геолога К. И. Богдановича.

## Форшоки землетрясения
1.По записям настоятеля Северо-Троицкого монастыря (северный берег Иссык-Куля) перед катастрофой были отмечены подземные толчки:
- в ночь с 12-го на 13-е марта 1910 г;
- 10 октября в 1 час 5 минут ночи - сильный удар; 
- 2 ноября в 4 часа 10 минут дня;
- 11 ноября 1910 г.; 
2. 29 ноября 1910 г. собаки обнаружили необыкновенное, ничем не объяснимое беспокойство. 
3. По словам горного инженера Корнеева в г. Верном перед главным толчком были отмечены несколько подземных ударов:
- 1-го февраля 1910 г. сильные сотрясения днем; 
- менее сильные удары в августе и в начале сентября; 
- 18 декабря 1910 г. Многие свидетели Кеминской катастрофы (жители г. Верного) утверждают, что перед главным толчком звуковых явлений не было. Однако, по свидетельствам жителей горных местностей, все последующие удары (повторные толчки) каждый раз сопровождались характерным гулом, в чем неоднократно убедились и члены экспедиции во главе с К.И. Богдановичем.

## Вклад землетрясения в кыргызскую литературу
В 1911 году в городе Казань была опубликована поэма «Зилзала», написанная кыргызским акыном Молдо Кылычем на кыргызском языке. Поэма стала первым печатным произведением кыргызской письменной литературы, таким образом, издание данной поэмы является одним из самых важных событий в истории кыргызской литературы и культуры. Поэма «Кысса-и-зилзала» посвящена Кеминскому землетрясению 1911 года. Автор поэмы не хотел, чтобы событие, произошедшее перед его глазами, кануло в лету, поэтому он отправил книгу для публикации.